# 松谷義範
松谷 義範（まつたに よしのり、1911年4月3日 - 1996年7月6日）は、日本の実業家、神学者。
山口県出身。1936年東京帝国大学文学部哲学科卒。教師、薬品メーカー勤務をへて、1948年東邦薬品を創設、社長となる。のち会長。神学の著作・翻訳も多く、演劇にも一家言を持つ。

## 著書
- 『神学的人間の思考』長崎書店 1940
- 『十字架の神学叢書』十字架の神学社　1940

第1 十字架の神学
第3 説教の本質と説教者の課題
第5 聖書と聖書釈義
第7 逃亡者ヨナーヨナ書第一章講解
- 『飯 食生活の問題』長崎書店 1941　勁草書房 1988
- 『三位一体論序説 聖書と教会の論理として』長崎書店 1943
- 『カルヴインの教会観』十字架の神学叢書 十字架の神学社 1941
- 『使徒行伝講解』十字架の神学叢書 十字架の神学社 1941－43
- 『教会と権威』十字架の神学叢書 十字架の神学社 1943
- 『松谷義範経営論文集』全3巻　モンジュ

1 (経営思想における原則と体系) 1972
2 (経営思想と実践) 1973
3 (経営思想とその計数的展開) 1978
- 『我覇道を歩まず 経営思想とマーケティング』有斐閣 1988
- 『経営者と哲学』産業能率大学出版部 1989

### 共著
- 『懷疑より信仰へ』鎌田英男共著 長崎書店 十字架の神學叢書 1943

### 翻訳
- カルヴィン『コロサイ書註解』長崎書店 聖書註解古典叢書 1939
- ジヨン・カルヴィン『エペソ書註解』石川静子共訳 長崎書店 聖書註解古典叢書 1940
- カルヴィン『テモテ前書註解』長崎書店 聖書註解古典叢書 1941
- 『山上の説教註解』長崎書店 聖書註解古典叢書 1943
- カルヴィン『創世記第一章註解』金子妙子共訳　十字架の神学叢書 十字架の神学社 1941
- カール・バルト『神の恩寵の選び』十字架の神学叢書 十字架の神学社 1941－43
- カール・バルト『ルカ伝第一章に関する四つの聖書研究』秋山憲兄共訳 十字架の神学叢書 十字架の神学社 1941－43
- マルチン・ルター『ハイデルベルク論争』嘉納良弼共訳 十字架の神学叢書 十字架の神学社 1941－43
- ウォーフィルド『ジョン・カルヴィン』十字架の神学叢書 十字架の神学社 1941－43
- ベンゲル『ヤコブ書註解』石井静子共訳 長崎書店 聖書註解古典叢書 1944

## 伝記
- 東風英太郎『創業社長は哲学者!―東邦薬品松谷義範の生涯』新風舎、2007